# 福岡南郵便局
福岡南郵便局（ふくおかみなみゆうびんきょく）は、福岡県福岡市南区向野にある郵便局。民営化前の分類では集配普通郵便局であった。

## 概要
住所：〒815-8799 福岡県福岡市南区向野1-20-1

## 沿革
- 1969年（昭和44年）4月7日 - 筑紫郵便局として、福岡市大字塩原に開局[1]（現在の筑紫郵便局とは別）。
- 1989年（平成元年）10月16日 - 福岡南郵便局に改称。
- 1998年（平成10年）9月1日 - 外国通貨の両替および旅行小切手の売買に関する業務取扱を開始。
- 2007年（平成19年）10月1日 - 民営化に伴い、併設された郵便事業福岡南支店に一部業務を移管。
- 2012年（平成24年）10月1日 - 日本郵便株式会社発足に伴い、郵便事業福岡南支店を福岡南郵便局に統合。

## 取扱内容
- 郵便、印紙、ゆうパック、内容証明
- 貯金、為替、振替、振込、国際送金、外貨両替・トラベラーズチェック、国債、投資信託
- 生命保険、バイク自賠責保険、自動車保険
- ゆうちょ銀行ATM
- 福岡市南区内の一部地域の集配業務
- ゆうゆう窓口

## 周辺
- 純真学園大学
- 純真短期大学
- 第一薬科大学
- 福岡県立筑紫丘高等学校
- 純真高等学校
- 福岡第一高等学校
- 第一薬科大学付属高等学校
- 福岡市立玉川小学校
- 九州中央病院
- 国道385号

## アクセス
- 西鉄天神大牟田線 大橋駅から徒歩約10分
- 西鉄バス 南警察署入口停留所下車
- 福岡高速5号線 野多目出入口から北へ約3km
- 駐車場あり：14台